# Ente minerario sardo
L'Ente minerario sardo (EMSA) è stato un ente pubblico regionale, dotato di personalità giuridica di diritto pubblico, istituito con il compito di assumere iniziative di coordinamento delle attività minerarie in Sardegna. È stato liquidato nel 1998.

## Storia
L'Ente è stato costituito con la legge della Regione Sardegna n. 24 dell'8 maggio 1968, con sede in Iglesias, ed è stato posto in liquidazione con la legge n.33 del 4 dicembre 1998. 
Nel 1969 rilevò le miniere appartenenti alla  Società mineraria e metallurgica Pertusola . 
Nel 1976 insieme all'EGAM aveva costituito la Carbosulcis, per rilevare dall'Enel la proprietà e la gestione delle miniere di carbone.